# Новая Деревня (Вытегорский район)
Новая Деревня — деревня в Вытегорском районе Вологодской области.
Входит в состав Андомского сельского поселения, с точки зрения административно-территориального деления — в Андомский сельсовет.
Расстояние по автодороге до районного центра Вытегры — 38 км, до центра муниципального образования села Андомский Погост — 6 км.
По данным переписи в 2002 году постоянного населения не было.